# Who's That Chick?
"Who's That Chick?" é uma canção do DJ francês David Guetta, para o relançamento do seu quarto álbum de estúdio One More Love. Conta com a participação da cantora de R&B Rihanna. Foi lançado digitalmente em maior parte dos países a 22 de Novembro de 2010 através da iTunes Store, servindo como single de estreia da reedição.

## Desempenho nas tabelas musicais

### Posições
| Tabelas musicais (2010)                | Melhor posição |
| -------------------------------------- | -------------- |
| Bélgica - Ultratop (Flandres)          | 13             |
| Bélgica - Ultratop (Valónia)           | 14             |
| Brasil - Billboard Brasil Hot Pop      | 28             |
| Brasil - Billboard Brasil Hot 100      | 19             |
| Países Baixos - Mega Single Top 100    | 31             |
| Mundo - World Singles Top 40           | 13             |
| Estados Unidos - Billboard Hot 100     | 51             |
| Estados Unidos - Pop Songs             | 33             |
| Estados Unidos - Dance/Club Play Songs | 1              |
| Canadá - Canadian Hot 100              | 26             |

## Histórico de lançamento
| País           | Data                   | Formato          | Editora discográfica |
| -------------- | ---------------------- | ---------------- | -------------------- |
| Alemanha       | 22 de Novembro de 2010 | Descarga digital | EMI                  |
| Austrália      | 22 de Novembro de 2010 | Descarga digital | EMI                  |
| Bélgica        | 22 de Novembro de 2010 | Descarga digital | EMI                  |
| Dinamarca      | 22 de Novembro de 2010 | Descarga digital | EMI                  |
| Espanha        | 22 de Novembro de 2010 | Descarga digital | EMI                  |
| Estados Unidos | 22 de Novembro de 2010 | Descarga digital | EMI                  |
| Finlândia      | 22 de Novembro de 2010 | Descarga digital | EMI                  |
| França         | 22 de Novembro de 2010 | Descarga digital | EMI                  |
| Itália         | 22 de Novembro de 2010 | Descarga digital | EMI                  |
| Nova Zelândia  | 22 de Novembro de 2010 | Descarga digital | EMI                  |
| Noruega        | 22 de Novembro de 2010 | Descarga digital | EMI                  |
| Países Baixos  | 22 de Novembro de 2010 | Descarga digital | EMI                  |
| Portugal       | 22 de Novembro de 2010 | Descarga digital | EMI                  |
| Suécia         | 22 de Novembro de 2010 | Descarga digital | EMI                  |
| Suíça          | 22 de Novembro de 2010 | Descarga digital | EMI                  |
| União Europeia | 26 de Novembro de 2010 | CD single        | EMI                  |
| Reino Unido    | 28 de Novembro de 2010 | Descarga digital | EMI                  |